# Cemitério do Contestado

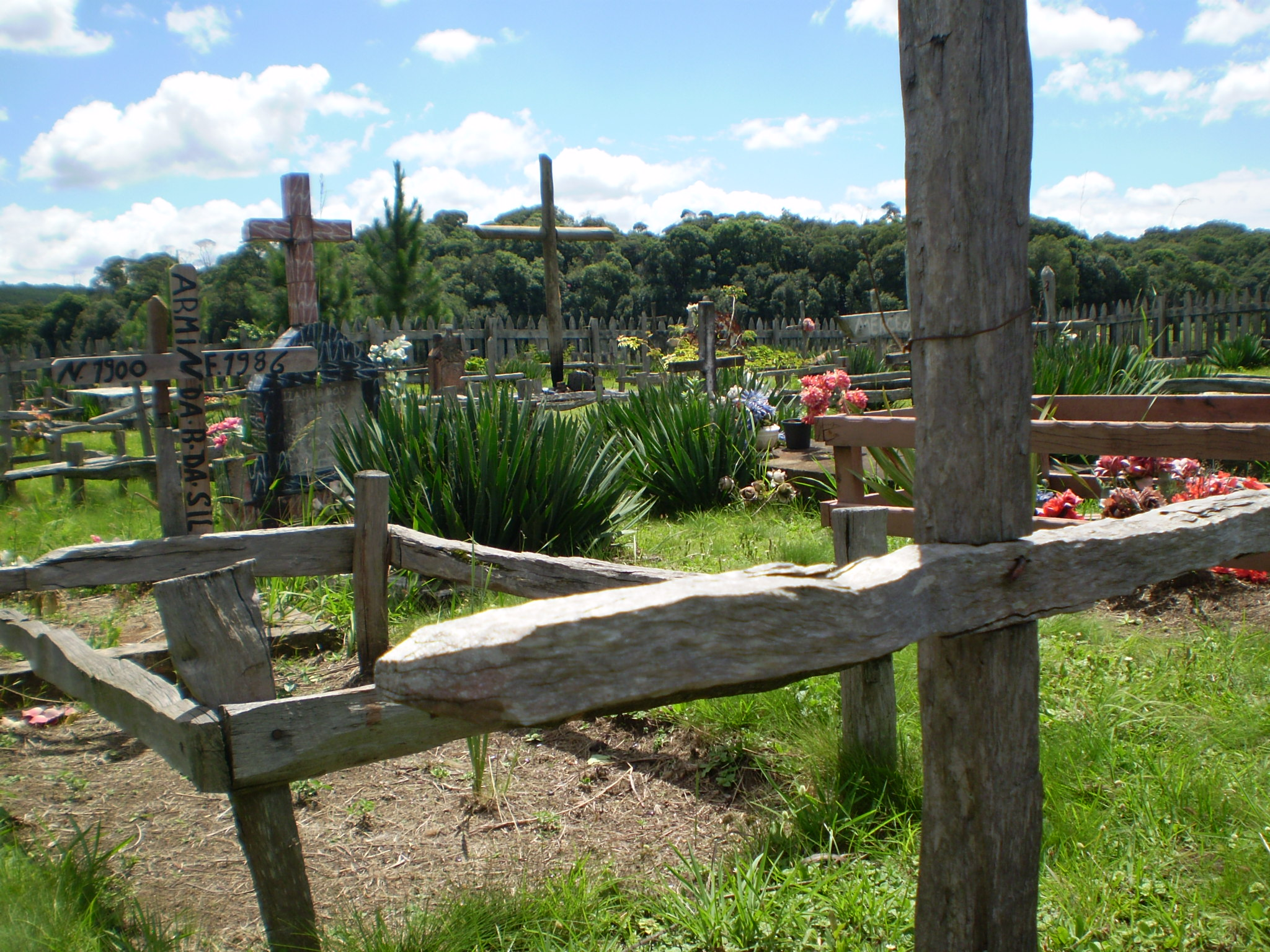
Vista do Cemitério do Contestado – Irani – Santa Catarina Brasil.

O Cemitério do Contestado é a necrópole histórica da cidade de Irani, no estado de Santa Catarina, e uma das principais referências da Batalha do Irani, na Guerra do Contestado.

## História
O Cemitério do Contestado é um marco da história brasileira, principalmente no que diz respeito aos episódios que passaram a ser conhecidos como a Guerra do Contestado.
O local onde hoje se encontra o cemitério era próximo a uma extensa área à margem direita do rio do Peixe, mais precisamente, no que era denominado por Banhado Grande. Neste terreno já existia um pequeno cemitério.  A região era disputada pelos estados do Paraná, Santa Catarina e pela Argentina.
Houve, na noite de 22 de outubro de 1912, o confronto entre as tropas do  Regimento de Segurança Pública do Paraná comandados pelo coronel   João Gualberto e os caboclos, comandados pelo monge José Maria. Este confronto entrou para a história como sendo o primeiro combate da Guerra do Contestado (1912 - 1916) denominado de Combate do Irani (ou Batalha do Irani). Na ocasião morreram, entre outros, o coronel e o monge. Ali foram enterrados o coronel e outros 21 corpos, entre caboclos e militares, no que foi chamado de "vala dos 21". O monge José Maria foi enterrado em separado.
O corpo do coronel João Gualberto permaneceu enterrado por apenas três dias e logo após foi transladado para a capital paranaense.
A partir deste episódio, o local entrou no esquecimento até ser reconstruído, no final da década de 1970, por ocasião da construção de uma rodovia. Nas escavações para esta obra foram encontrados, numa vala comum, os restos mortais dos personagens que tombaram na longínqua noite da primavera de 1912.
Diversas cruzes de madeira, a maioria sem identificação, indicam as sepulturas de vítimas da guerra. Até meados da década de 1990, os moradores da região podiam sepultar seus entes no local; mas atualmente o cemitério é considerado campo histórico, não sendo mais permitida a abertura de novas sepulturas.
Mesmo sabendo que os corpos dos comandantes do episódio, de ambos os lados, não se encontravam entre as ossadas achadas na vala comum, foram instaladas lápides para o monge José Maria e para o coronel João Gualberto no cemitério.

## Localização
Hoje o Cemitério do Contestado faz parte do Sítio Histórico do Contestado que ficam em frente à rodovia  BR-153, km 64 que esta localizado, precisamente, a 4 km de distância do centro da cidade de Irani no estado de Santa Catarina.